# 維西鎮區 (阿肯色州德魯縣)
維西鎮區（英語：Veasey Township）是位於美國阿肯色州德魯縣的一個行政鎮區。

## 地方資料
維西鎮區的面積為210.32平方千米，當中陸地面積為210.31平方千米，而水域面積為0.01平方千米。根據2010年美國人口普查的數據，當地共有人口871人，而人口密度為每平方千米4.14人。